# Galina Melnikova
Pour les articles homonymes, voir Melnikova.
 (novembre 2023).
La mise en forme du texte ne suit pas les recommandations de Wikipédia : il faut le « wikifier ».
Les points d'amélioration suivants sont les cas les plus fréquents :
- Les titres sont pré-formatés par le logiciel. Ils ne sont ni en capitales, ni en gras.
- Le texte ne doit pas être écrit en capitales (les noms de famille non plus), ni en gras, ni en italique, ni en « petit »…
- Le gras n'est utilisé que pour surligner le titre de l'article dans l'introduction, une seule fois.
- L'italique est rarement utilisé : mots en langue étrangère, titres d'œuvres, noms de bateaux, etc.
- Les citations ne sont pas en italique mais en corps de texte normal. Elles sont entourées par des guillemets français : « et ».
- Les listes à puces sont à éviter, des paragraphes rédigés étant largement préférés. Les tableaux sont à réserver à la présentation de données structurées (résultats, etc.).
- Les appels de note de bas de page (petits chiffres en exposant, introduits par l'outil «  Source ») sont à placer entre la fin de phrase et le point final[comme ça].
- Les liens internes (vers d'autres articles de Wikipédia) sont à choisir avec parcimonie. Créez des liens vers des articles approfondissant le sujet. Les termes génériques sans rapport avec le sujet sont à éviter, ainsi que les répétitions de liens vers un même terme.
- Les liens externes sont à placer uniquement dans une section « Liens externes », à la fin de l'article. Ces liens sont à choisir avec parcimonie suivant les règles définies. Si un lien sert de source à l'article, son insertion dans le texte est à faire par les notes de bas de page.
- La présentation des références doit suivre les conventions bibliographiques. Il est recommandé d'utiliser les modèles {{Ouvrage}}, {{Chapitre}}, {{Article}}, {{Lien web}} et/ou {{Bibliographie}}. Le mode d'édition visuel peut mettre en forme automatiquement les références.
- Insérer une infobox (cadre d'informations à droite) n'est pas obligatoire pour parachever la mise en page.

Pour une aide détaillée, merci de consulter Aide:Wikification.
Si vous pensez que ces points ont été résolus, vous pouvez retirer ce bandeau et améliorer la mise en forme d'un autre article.
Galina Melnikova (née le 23 décembre 1936) est une présentatrice de télévision ouzbèke qui travaille à la télévision depuis 1956. Pendant de nombreuses années, elle a présenté l'émission "Ahborot", ainsi que des événements cérémoniels et festifs. Elle est artiste du peuple d'Ouzbékistan.

## Biographie et carrière
Galina Melnikova est née le 23 décembre 1936 à Tachkent. En 1961, elle est diplômée de l'Institut pédagogique des langues étrangères.
Le 26 décembre 1956, à l'âge de 20 ans, Melnikova fait sa première apparition en direct sur les ondes de la Société républicaine de télévision et de radio. Pendant 55 ans, elle travaille au sein de l'équipe de la société de télévision et de radio, anime le programme d'information "Ahborot", présente des festivals, interviewe Maya Plisetskaya, puis Edita Piekha, Galina Vichnevskaïa, Maxime Chostakovitch, Aram Khatchatourian, Genrikh Borovik, des artistes du théâtre "Sovremennik", des acteurs de cinéma: Lia Akhedjakova, Lioudmila Kassatkina, Oleg Kvacha, Oleg Efremov.
Galina Vitalyevna a été à l'origine de la télévision ouzbèke, a animé de nombreux programmes populaires, a lu les documents officiels les plus importants et les vœux du Nouvel An à la population depuis les écrans de la télévision ouzbèke pendant la période de l'indépendance. Elle a interviewé de nombreuses personnalités soviétiques et a même rencontré Youri Levitan en personne.
Pendant de nombreuses années, elle a représenté l'art et la littérature ouzbeks à Moscou - elle a organisé des concerts avec la participation d'artistes ouzbeks au Palais des congrès du Kremlin, dans la Cité des étoiles. Malgré les invitations répétées à travailler à Moscou, elle continue de travailler à la télévision ouzbèke. Pendant de nombreuses années, elle anime le programme d'information "Ahborot", aujourd'hui "Ouzbékistan-24". Galina Melnikova reçoit le titre d'"Artiste honorée de la RSS d'Ouzbékistan" en 1975, les ordres "Do‘stlik" (1996), "Fidokorona xizmatlar uchun" (2014), l'ordre "Amitié" (Russie, 2017), les médailles A. S. Pouchkine (Russie), "Mehnat faxriysi" 1er degré (2019), honorée du prix national "Oltin qalam"[citation nécessaire] En 2016, elle reçoit le titre d'"Artiste du peuple d'Ouzbékistan".
Galina Melnikova est membre du conseil d'administration de "Mehrjon" depuis 1990 et organise des marathons de créativité enfantine pour les élèves des orphelinats et des internats, adapte les orphelins à la vie sociale et développe leurs capacités créatives. Pour ses activités caritatives, Galina Melnikova a reçu une haute distinction chrétienne: la médaille de l'ordre de Saint-Nicolas, archevêque de Myre, l'Artisan des Merveilles, pour ses mérites dans le domaine de la charité. La médaille lui a été remise par le métropolite de Tachkent et d'Asie centrale, Vikenty[citation nécessaire].
En 2020, un livre sur Melnikova a été publié sous le titre " Galina Melnikova. Un symbole vivant de l'époque" La présentation du livre a lieu à la Bibliothèque nationale d'Ouzbékistan, qui porte le nom d'Alisher Navoi.
Le jour de son quatre-vingtième anniversaire, le 23 décembre 2016, Galina Melnikova a reçu le titre d'«Artiste du peuple d'Ouzbékistan». Le titre a été décerné par le décret du président de la République d'Ouzbékistan Shavkat Mirziyoyev.
Le 28 novembre 2017, le chef de la Russie Vladimir Poutine a publié un décret sur l'attribution de l'" Ordre de l'amitié " à l'artiste du peuple de l'Ouzbékistan, la présentatrice de la télévision nationale, membre du conseil d'administration de la fondation caritative " Mehrjon " Galina Melnikova Le texte du décret indique que Melnikova a reçu la récompense pour ses mérites dans le renforcement de l'amitié et de la coopération entre les peuples de la Russie et de l'Ouzbékistan.